# 임길택
임길택(1952년 3월 1일 ~ 1997년 12월 11일)은 대한민국의 시인이다.

## 생애
1952년 전라남도 무안에서 태어났다. 목포 교육대학교를 졸업하고, 강원도 산마을과 탄광마을에서 십수년 동안 교사로 일했다. 어린이들을 위한 작품을 주로 썼으며, 시, 동시, 동화, 수필 등을 발표했다. 표현이 군더더기 없이 깔끔하며, 탄광마을과 같이 힘들고 어려운 현실을 숨김 없이 보여 주었다. 1997년 지병인 폐암으로 별세했다.

## 저서

### 시집
- 《탄광마을 아이들》(실천문학사, 1990)
- 《할아버지 요강》(보리, 1995) ISBN 8985494260

시집 4쪽, 〈시를 엮고 - 국화꽃잎 한 우큼 들고〉에서 시인은 “제가 쓴 시들한테도 어떤 향기가 있어, 시를 읽는 사람들마다 그 향기를 맡을 수 있다면 얼마나 좋을까 하고 욕심을 부려 봅니다.”라고 말했다.
- 《똥 누고 가는 새》(실천문학사, 1998) ISBN 9788939204744
- 《산골 아이》(보리, 2002)

### 시집 아닌 책
- 동화집 《느릅골 아이들》(산하, 1994)
- 동화집 《산골마을 아이들》(창작과비평사, 1998)
- 동화집 《탄광마을에 뜨는 달》(다솜, 1997)
- 동화집 《수경이》(우리교육, 1999) ISBN 89-8040-823-4
- 수필집 《하늘숨을 쉬는 아이들》(종로서적, 1996)
- 수필집 《나는 우는 것들을 사랑합니다》(보리, 2004)

## 평가
동화작가 이오덕은 《탄광마을 아이들》 발문에서 그 시집이 당시 한국의 거의 모든 아이들이 다 잃어 가고 있는 순박한 삶과 마음을 잘 찾아내어 보여주고 있다면서 임길택 시인이 시인이기 전에 마을과 학교에서 아이들과 함께 살아가는 훌륭한 교육자이기에 좋은 작품을 쓸 수 있었다고 했다. 더불어 그의 시세계를 ‘몸으로 살아가는 창조의 세계’라 평했다.